# 2024年パリオリンピックのアゼルバイジャン選手団
2024年パリオリンピックのアゼルバイジャン選手団は、2024年7月26日から8月11日までフランスのパリで開催された2024年パリオリンピックのアゼルバイジャン選手団の名簿。

## 選手団
- 人員: 選手 48人

## メダル
| メダル | 選手名                                     | 競技       | 種目                      | 日付    |
| ------ | ------------------------------------------ | ---------- | ------------------------- | ------- |
| 金     | ヒダヤト・ヘイダロフ                       | 柔道       | 男子73kg                  | 7月29日 |
| 金     | ゼリム・コツォイエフ                       | 柔道       | 男子100kg                 | 8月1日  |
| 銀     | ハシム・マハマドフ                         | テコンドー | 男子58kg級                | 8月7日  |
| 銀     | ローレン・ベルト・アルフォンソ・ドミンゲス | ボクシング | 男子ヘビー級              | 8月9日  |
| 銅     | ハスラト・ジャファロフ                     | レスリング | 男子グレコローマン67kg級  | 8月8日  |
| 銅     | ギオルギ・メシヴィルディシヴィリ           | レスリング | 男子フリースタイル125kg級 | 8月10日 |
| 銅     | マゴメドハン・マゴメドフ                   | レスリング | 男子フリースタイル97kg級  | 8月11日 |

## 種目別選手・スタッフ名簿及び成績

### アーチェリー
以下の選手が出場資格を獲得している。
- ヤイラグル・ラマザノワ（女子個人）

### 陸上
以下の選手が出場資格を獲得している。
- ハンナ・スカイダン（女子ハンマー投）

### バドミントン
以下の選手が出場資格を獲得している。
- アデ・レスキー・ドゥイカオ（男子シングルス）
- ケイシャ・ファティマ・エズ・ザーラ（女子シングルス）

### 3x3
以下の種目の出場資格を獲得している。
- 女子

### ボクシング
以下の選手が出場資格を獲得している。
- ニジャト・フセイノフ（男子フライ級）
- マリク・ハサノフ（男子ライト級）
- ムラド・アラーヴェルディエフ（男子ミドル級）
- ローレン・アルフォンソ（男子ヘビー級）
- マハマド・アブドゥラエフ（男子スーパーヘビー級）

### フェンシング
以下の選手が出場資格を獲得している。
- アンナ・バシュタ（女子サーブル個人）

### 柔道
以下の選手が出場資格を獲得している。
- バラバイ・アガエフ（男子60kg級）
- ヤシャル・ナジャフォフ（男子66kg級）
- ヒダヤト・ヘイダロフ（男子73kg級）
- ゼリム・ツカエフ（男子81kg級）
- エルジャン・ハジエフ（男子90kg級）
- ゼリム・コツォイエフ（男子100kg級）
- ウサンジ・コカウリ（男子100kg超級）
- レイラ・アリエワ（女子48kg級）
- グルタジ・ママダリエワ（女子52kg級）

### 新体操
以下の選手が出場資格を獲得している。
- ゾーラ・アガミロワ（個人）
- 団体

### トランポリン
以下の選手が出場資格を獲得している。
- セリャン・マシュドワ（女子）

### ボート
以下の選手が出場資格を獲得している。
- ダイアナ・ディムチェンコ（女子シングルスカル）

### 射撃
以下の選手が出場資格を獲得している。
- ルスラン・ルネフ
  - （男子10mエアピストル）
  - （男子25mラピッドファイアピストル）

### 競泳
以下の選手が出場資格を獲得している。
- ラミル・ヴァリザダ（男子200mバタフライ）
- マリアム・カンハン（女子50m自由形）

### テコンドー
以下の選手が出場資格を獲得している。
- ガシム・マゴメドフ（男子58kg級）

### トライアスロン
以下の選手が出場資格を獲得している。
- ロスチスラフ・ペフツォフ（男子）

### レスリング
以下の選手が出場資格を獲得している。
- アリバス・ルザザデ（男子フリースタイル57kg級）
- ハジ・アリエフ（男子フリースタイル65kg級）
- トゥラン・バイラモフ（男子フリースタイル74kg級）
- オスマン・ヌルマゴメドフ（男子フリースタイル86kg級）
- マゴメドハン・マゴメドフ（男子フリースタイル97kg級）
- ギオルギ・メシヴィルディシヴィリ（男子フリースタイル125kg級）
- ムラド・ママドフ（男子グレコローマンスタイル60kg級）
- ハスラト・ジャファロフ（男子グレコローマンスタイル67kg級）
- サナン・スレイマノフ（男子グレコローマンスタイル77kg級）
- ラフィグ・フセイノフ（男子グレコローマンスタイル77kg級）
- サバ・シャリアティ（男子グレコローマンスタイル130kg級）
- マリヤ・スタドニク（女子フリースタイル50kg級）